# Stenalcidia differens
Stenalcidia differens är en fjärilsart som beskrevs av W. Warren 1897. Stenalcidia differens ingår i släktet Stenalcidia och familjen mätare. Inga underarter finns listade i Catalogue of Life.